# موراي دافيسون
موراي دافيسون هو لاعب هوكي الجليد كندي، ولد في 10 يونيو 1938 في برانتفورد في كندا، وتوفي في 13 يناير 2000.

## وصلات خارجية
- موراي دافيسون على موقع دوري الهوكي الوطني (الإنجليزية)
- موراي دافيسون على موقع قاعة مشاهير الهوكي (لاعب أن.إتش.أل) (الإنجليزية)
- موراي دافيسون على موقع EliteProspects.com (الإنجليزية)
- موراي دافيسون على موقع HockeyDB.com (الإنجليزية)
- موراي دافيسون على موقع Hockey-Reference.com (الإنجليزية)